# Ubangi (distrikt)
Ubangi var en administrativ enhet, mestadels ett distrikt, i nuvarande Kongo-Kinshasa under perioderna 1895–1932 och 1955–1977.
Distriktet bildades 1895 när Ubangi-Uele delades i Ubangi och Bangala. Distrikten slogs ihop 1932 till Ubangi-Congo, som bytte namn till Congo-Ubangi samma år. Detta distrikt delades på nytt 1955 i Ubangi och Mongala. Det var en provins mellan 1962 och 1966, därefter en subregion (motsvarande distrikt) till 1977 då den delades upp i Sud-Ubangi och en del av Nord-Ubangi.
Ursprungligen var Banzyville huvudort, där det fanns folkbokföringskontor, postkontor och medicinsk station, men redan vid Belgiska Kongos bildande hade Libenge blivit huvudort, där det under Kongostatens tid hade funnits en militärdomstol. Vid distriktsdelningen 1955 blev Gemena Ubangis huvudort.